# Smilax pygmaea
Smilax pygmaea là một loài thực vật có hoa trong họ Smilacaceae. Loài này được Merr. miêu tả khoa học đầu tiên năm 1910.